# Milicija
 Ovo je glavno značenje pojma Milicija. Za jugoslavensku miliciju pogledajte Milicija (SFRJ).
Povijesno, a i danas u raznim jezicima, izraz milicija (engleski: militia, njemački: die Miliz, francuski: milice) označava oružane postrojbe namijenjene održanju reda i obrani, koje čine dobrovoljci ili ljudi koji imaju vojnu obvezu samo u posebnim situacijama. U bivšim socijalističkim državama (Sovjetskom Savezu, SFR Jugoslaviji, NR Poljskoj i dr.), bio je naziv za policiju.
Izraz dolazi od latinskog miles, vojnik. Od toga je skovan latinski izraz militia, koji se u 12. stoljeću koristio za odrede viteških redova Templara i Ivanovaca, koji osiguravaju putove u osvojenim područjima Svete Zemlje i osiguravaju hodočasnike na putu kroz Europu.
Također su se tim imenom označavali naoružani odredi građana i seljaka u talijanskim gradovima, švicarskim kantonima, kršćanskim kraljevstvima Pirinejskog poluotoka itd. Tog su tipa u Hrvatskoj bili tzv. šljivari.
Detaljniji pregled raznih značenja i uloge "milicija" u raznim zemljama dat je na engleskoj wikipediji, članak "Militia".

## Problemi prevođenja
Zbog zaziranja od termina koji je korišten u doba komunističke vladavine, dolazi u Hrvatskoj danas do zbrke. Tako u filmu Alamo Davy Crockett svoje dobrovoljce naziva militia a u titlu piše paravojska, što je pogrdan izraz ("lažna vojska") kojeg nitko ne bi za sebe samog upotrijebio.
Drugi je primjer prijevod s engleskoga knjige The Templars and the Assassins: The Militia of Heaven, ISBN 089281859X. U hrvatskom prijevodu (ISBN 953-6566-57-5, nakladnik Cid-Nova) Militia of Heaven postala je nebeska policija, što mijenja smisao (ovdje bi prijevod "paravojska" bio adekvatniji).

## Vanjske poveznice
O militias u SAD:
- U.S. National Militia Directory
- Militia FAQ  Arhivirana inačica izvorne stranice od 7. studenoga 2005. (Wayback Machine)
- The Militia Watchdog Archives

Jedno mrežno sjedište (web site) na španjolskom:
Historia y Milicia  Arhivirana inačica izvorne stranice od 23. studenoga 2005. (Wayback Machine)